# Doi Mot (Mae Sai)
De Doi Mot (Thai: ดอยมด; ook Doi Rung Charoen) is een berg in het Daen Lao-gebergte in Ban Pa Muuad Soek Sarai in de provincie Chiang Rai. De berg is ruim 700 meter hoog.